# Anna Terrón i Cusí
Anna Terrón i Cusí, née le 6 octobre 1962 à Barcelone, est une femme politique espagnole, membre du Parti des socialistes de Catalogne (PSC).

## Biographie
Membre du Parti socialiste ouvrier espagnol et du Parti des socialistes de Catalogne, elle siège au Parlement européen de 1994 à 2004, où elle entre après la démission de Luis Planas.
Anna Terrón est nommée secrétaire générale du Patronat catalan proeuropéen et déléguée du gouvernement de Catalogne auprès de l'Union européenne en 2004. Elle devient en 2010 vice-présidente du groupe du parti socialiste européen au Comité des régions.
Elle est secrétaire d'État à l'Immigration et l'Émigration au sein du gouvernement espagnol de 2010 à 2011, et membre du Comité européen des régions de 2004 à 2010.